# Alfabetos itálicos
Los alfabetos itálicos son un grupo de alfabetos similares entre ellos utilizados en la península itálica entre los años 700 aC y 100 aC, por varias lenguas de aquella época: tanto de la familia indoeuropea itálica (por ejemplo el osco-humbro), indoeuropea celta (como el venético) o no indoeuropea (etrusco).
El miembro más notable de este conjunto es precisamente el alfabeto etrusco, por su importancia y también porque fue el antepasado inmediato del alfabeto latino, que es actualmente el sistema de escritura utilizado por más idiomas y más hablantes del mundo. Además se cree que los alfabetos rúnicos utilizados al norte de Europa se desarrollaron de forma independiente derivados de estos alfabetos a partir del siglo II .

## Historia
Este grupo de alfabetos proviene del alfabeto griego, aparentemente a través de la variante eubea del alfabeto griego, usada en las colonias griegas eubeas que estaban en el sur de la península, como Cumas e Isquia (bahía de Nápoles) establecidadas dede al menos el siglo VIII a. C. Los etruscos eran la civilización más desarrollada de la península en este periodo, y se cree que los otros alfabetos itálicos derivaron de este, a pesar de que algunos de ellos, incluyendo el alfabeto latino, conservaban ciertas letras griegas (B, D) que los mismos etruscos abandonaron en un estadio bastante temprano.

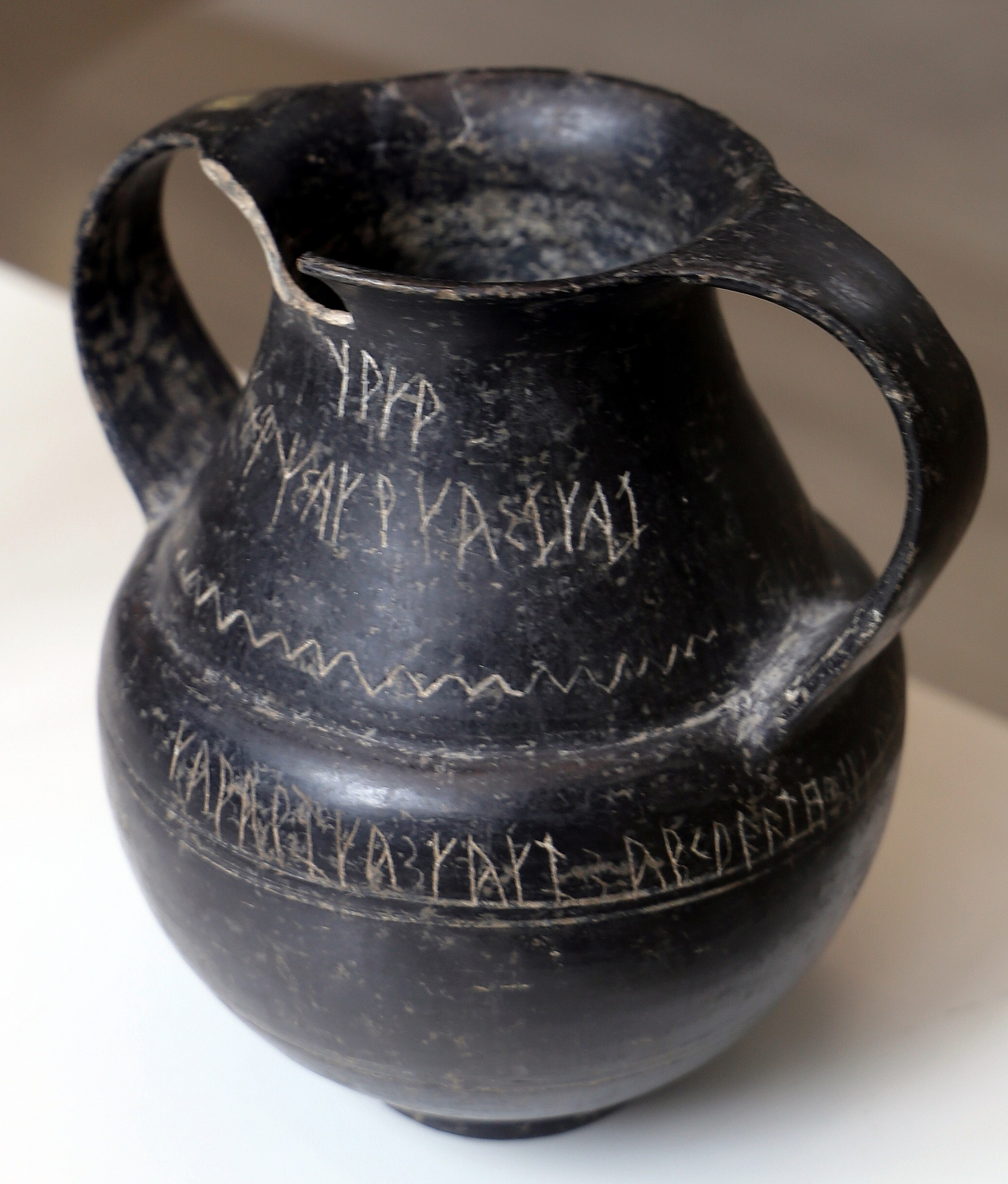
Bucchero de Formello (etrusco),

Los antiguos alfabetos itálicos eran utilizados por diferentes lenguas, que incluyen algunas lenguas indoeuropeas (predominantemente de la rama itálica, pero también celta o germánica) y algunas no indoeuropeas (como el mismo etrusco).

## Alfabeto etrusco

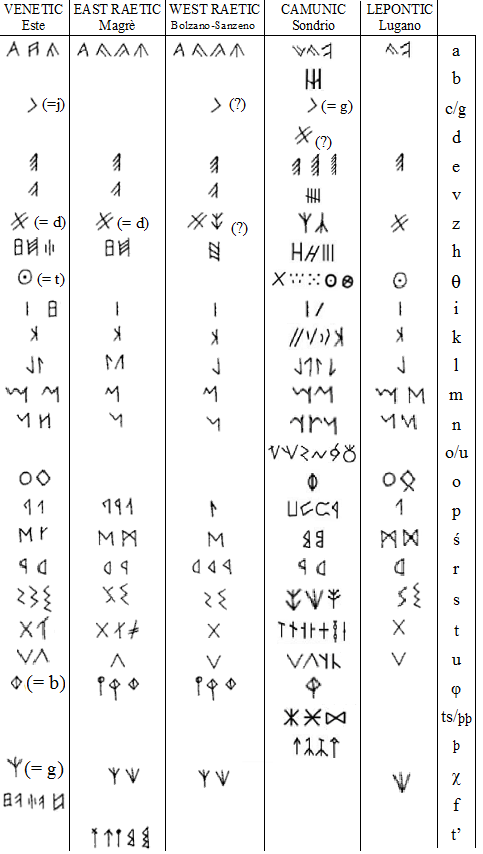
Los alfabetos de la ciudad de Este (Venético), de la de Magre y Bolzano (rético), de Sondrio (camúnico), y de Lugano (el lepóntico)

Varias lenguas indoeuropeas pertenecientes a la rama itálica (el falisco y miembros del grupo osco-umbro, incluyendo el osco, umbro, y piceno meridional) y otras ramas indoeuropeas como el celta, el venético y el mesápico ) utilizaron originalmente este alfabeto.
La tabla siguiente muestra los antiguos alfabetos itálicos que se cree que están relacionados con el alfabeto etrusco. Los símbolos que se consideran correspondientes se colocan en la misma columna. Muchos símbolos se producen con dos o más formas variantes en un mismo alfabeto; solo se muestra una variante aquí. Las notaciones [←] y [→] indican que las formas mostradas se utilizaron para escribir de derecha a izquierda o de izquierda a derecha, respectivamente.
Aviso:  para las lenguas marcadas con [?] las letras que aparecen a la tabla son las que corresponden a la fuente Unicode del navegador según el bloque Unicode itálico antiguo. El mismo carácter digital se usa para representar diferentes formas de diferentes idiomas; por lo tanto, para visualizar adecuadamente la forma de estos, se requiere utilizar una fuente Unicode específica de la lengua.
| Alfabeto fenicio                     |   |   |   |   |   |   |    |    |    |   |   |   |   |   |   |   |   |    |   |   |   |   |    |    |    |    |   |   |   |   |
| Letra [←]                            |   |   |   |   |   |   |    |    |    |   |   |   |   |   |   |   |   |    |   |   |   |   |    |    |    |    |   |   |   |   |
| Valor                                | ʾ | b | g | d | h | w | z  | ḥ  | ṭ  | y | k | l | m | n | s | ʿ | p | ṣ  | q | r | š | t |    |    |    |    |   |   |   |   |
| Alfabeto griego occidental           |   |   |   |   |   |   |    |    |    |   |   |   |   |   |   |   |   |    |   |   |   |   |    |    |    |    |   |   |   |   |
| Letra [→]                            |   |   |   |   |   |   |    |    |    |   |   |   |   |   |   |   |   |    |   |   |   |   |    |    |    |    |   |   |   |   |
| Valor                                | a | b | g | d | e | w | zd | h  | tʰ | i | k | l | m | n |   | o | p | s  | k | r | s | t | u  | ks | pʰ | kʰ |   |   |   |   |
| Transcripción                        | Α | Β | Γ | Δ | Ε | Ϝ | Ζ  | Η  | Θ  | Ι | Κ | Λ | Μ | Ν | Ξ | Ο | Π | Ϻ  | Ϙ | Ρ | Σ | Τ | Υ  | Χ  | Φ  | Ψ  |   |   |   |   |
| Etrusco - desde s. VII a. C.         |   |   |   |   |   |   |    |    |    |   |   |   |   |   |   |   |   |    |   |   |   |   |    |    |    |    |   |   |   |   |
| Marsiliana [←]                       |   |   |   |   |   |   |    |    |    |   |   |   |   |   |   |   |   |    |   |   |   |   |    |    |    |    |   |   |   |   |
| Arcaico (s. V a. C.) [←]             |   |   |   |   |   |   |    |    |    |   |   |   |   |   |   |   |   |    |   |   |   |   |    |    |    |    |   |   |   |   |
| Neo (ss. IV-I a. C.)[←]              |   |   |   |   |   |   |    |    |    |   |   |   |   |   |   |   |   |    |   |   |   |   |    |    |    |    |   |   |   |   |
| Valor                                | a |   | k |   | e | v | ts | h  | th | i | k | l | m | n |   |   | p | sh | k | r | s | t | u  |    | ph | kh | f |   |   |   |
| Transcripción                        | a |   | c |   | e | v | z  | h  | θ  | i | k | l | m | n |   |   | p | ś  | q | r | s | t | u  |    | φ  | χ  | f |   |   |   |
| Osco - desde s. V a. C.              |   |   |   |   |   |   |    |    |    |   |   |   |   |   |   |   |   |    |   |   |   |   |    |    |    |    |   |   |   |   |
| Letra [←]                            |   |   |   |   |   |   |    |    |    |   |   |   |   |   |   |   |   |    |   |   |   |   |    |    |    |    |   |   |   |   |
| Valor                                | a | b | g | d | ɛ | v | ts | x? |    | i | k | l | m | n |   |   | p |    |   | r | s | t | o: |    |    |    | f | o | e |   |
| Transcripción                        | A | B | G | D | E | V | Z  | H  |    | I | K | L | M | N |   |   | P |    |   | R | S | T | U  |    |    |    | F | Ú | Í |   |
| lepóntico - s. VII-V a. C.           |   |   |   |   |   |   |    |    |    |   |   |   |   |   |   |   |   |    |   |   |   |   |    |    |    |    |   |   |   |   |
| Letra [?][→]                         | 𐌀 |   |   |   | 𐌄 | 𐌅 | 𐌆  |    | 𐌈  | 𐌉 | 𐌊 | 𐌋 | 𐌌 | 𐌍 |   | 𐌏 | 𐌐 | 𐌑  |   | 𐌓 | 𐌔 | 𐌕 | 𐌖  | 𐌗  |    |    |   |   |   |   |
| Valor                                |   |   |   |   |   |   |    |    |    |   |   |   |   |   |   |   |   |    |   |   |   |   |    |    |    |    |   |   |   |   |
| Transcripción                        | A |   |   |   | E | V | Z  |    | Θ  | I | K | L | M | N |   | O | P | Ś  |   | R | S | T | U  | X  |    |    |   |   |   |   |
| Piceno meridional - desde s VI a. C. |   |   |   |   |   |   |    |    |    |   |   |   |   |   |   |   |   |    |   |   |   |   |    |    |    |    |   |   |   |   |
| Letra [?][→]                         | 𐌀 | 𐌁 | 𐌂 | 𐌃 | 𐌄 | 𐌅 |    | 𐌇  |    | 𐌉 | 𐌊 | 𐌋 | 𐌌 | 𐌍 |   | 𐌏 | 𐌐 |    | 𐌒 | 𐌓 | 𐌔 | 𐌕 | 𐌖  |    |    |    | 𐌚 | 𐌞 | 𐌝 | 𐌟 |
| Valor                                |   |   |   |   |   |   |    |    |    |   |   |   |   |   |   |   |   |    |   |   |   |   |    |    |    |    |   |   |   |   |
| Transcripción                        | A | B | G | D | E | V |    | H  |    | I | K | L | M | N |   | O | P |    | Q | R | S | T | U  |    |    |    | F | Ú | Í | * |

Faltan en la tabla anterior:
- Venético
- Falisco
- Umbro
- Piceno septentrional
- Mesapio
- Rético
- Camúnico

## Alfabeto de Nuceria
El alfabeto nucerino o de Nuceria se basa en inscripciones que se encuentran al sur de Italia (Nocera Superior, Sorrento, Vico Equense y otros lugares). Se ha atestiguado solo entre los siglos VI y V a. C. El signo más importante es la /S/, con forma de raspa o espiga invertida y que posiblemente derive del alfabeto fenicio.

## Alfabeto osco
Los oscos adoptaron probablemente el alfabeto etrusco durante el VII a. C. para escribir el idioma osca, pero una variante propiamente osca de este alfabeto no es discernible hasta a partir del siglo V a. C. Se caracteriza por la aparición de variantes largas de las letras I y U, transcritas Í y Ú. La U fue utilizada progresivamente para representar la o osca, mientras la Ú para el sonido u.

## Alfabeto de Lugano
El alfabeto de Lugano se utilizaba para escribir el lepóntico. Las inscripciones encontradas en Italia del norte y en Tesino están entre los testimonios de lengua céltica más antiguos, en uso del siglo VII al V a. C. Este alfabeto posee 17 letras, salidas del alfabeto etrusco arcaico:
| 𐌀 | 𐌄 | 𐌉 | 𐌊 | 𐌋 | 𐌌 | 𐌍 | 𐌏 | 𐌐 | 𐌓 | 𐌔 | 𐌕 | 𐌈 | 𐌖 | 𐌅 | 𐌗 | 𐌆 |
| A | E | I | K | L | M | N | O | P | R | S | T | Θ | U | V | X | Z |

El alfabeto de Lugano no distingue oclusivas sonoras de las sordas: así P representa /p/ o /b/, T t/ o /d/, K /k/ o /g/. Z representa probablemente /ts/, Θ /t/ y X /g/. U (/u/) y V (/w/) usan diferentes letras.

## Alfabetos réticos
Incluye el alfabeto de Sanzeno (y también de Bolzano), con unas 100 inscripciones réticas, así como también el alfabeto de Magrè (de Margreid an der Weinstraße, actual Tirol del Sur), oriental.

## Alfabeto venético
Alfabeto de Este (Véneto): similar pero no idéntico al de Magrè.

## Alfabeto camúnico
Abecedario grabado en inscripciones rupestres de Valcamonica, relacionado con los camunni.

## Alfabeto latino

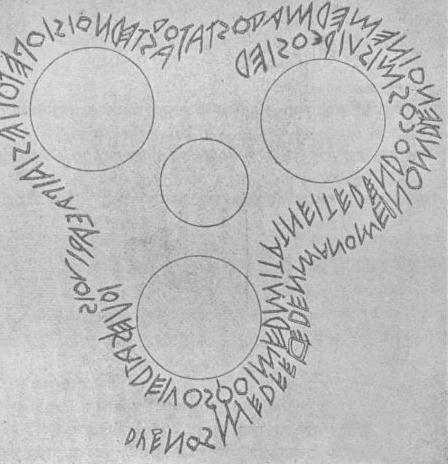
Inscripción de Duenos,

21 de las 26 letras etruscas arcaicas fueron adoptadas por el latín antiguo a partir del siglo VII a. C., directamente desde el alfabeto griego eubeo de Cumas, o bien a través de las formas etruscas arcaicas, si se compara con el alfabeto etrusco clásico que conserva B, D, K, O, Q, X, pero elimina Θ, Ś, Φ, Ψ y F. (la U etrusca es la V latina; la V etrusca es la F latina).
| 𐌀 | 𐌁 | 𐌂 | 𐌃 | 𐌄 | 𐌅 | 𐌆 | 𐌇 | 𐌉 | 𐌊 | 𐌋 | 𐌌 | 𐌍 | 𐌏 | 𐌐 | 𐌒 | 𐌓 | 𐌔 | 𐌕 | 𐌖 | 𐌗 |
| A | B | C | D | E | F | Z | H | I | K | L | M | N | O | P | Q | R | S | T | V | X |

## Alfabeto piceno meridional
El alfabeto piceno meridional está atestado desde el siglo VI a. C. y se asemeja a la variante sur del alfabeto etrusco porque utiliza Q por /k/ y K para /g/. El signo ⟨.⟩ es una simplificación de ⟨o⟩ y ⟨:⟩ de ⟨8⟩ utilizada para /f/

## Unicode
Los alfabetos itálicos antiguos se unificaron y se añadieron a la norma Unicode el marzo del 2001 con el lanzamiento de la versión 3.1. El bloque Unicode para itálico antiguo es desde U+10300 hasta U+1032F sin especificación de un alfabeto particular (es decir, se consideran equivalentes los alfabetos itálicos antiguos y se relega a la tipografía la función de determinar la variante exacta).
La dirección de escritura (de derecha a izquierda, de izquierda a derecha o  boustrofedon) varía en función del idioma e incluso del periodo. Por sencillez, la mayoría de estudiosos lo anotan de izquierda a derecha y esta es la dirección predeterminada de Unicode para el bloque itálico antiguo. Por esta razón, los glifos del gráfico de códigos se muestran con orientación de izquierda a derecha.
| Old Italic Official Unicode Consortium code chart (PDF) | Old Italic Official Unicode Consortium code chart (PDF) | Old Italic Official Unicode Consortium code chart (PDF) | Old Italic Official Unicode Consortium code chart (PDF) | Old Italic Official Unicode Consortium code chart (PDF) | Old Italic Official Unicode Consortium code chart (PDF) |
| ------------------------------------------------------- | ------------------------------------------------------- | ------------------------------------------------------- | ------------------------------------------------------- | ------------------------------------------------------- | ------------------------------------------------------- |
| Código                                                  | Nombre                                                  | Carácter                                                | Código                                                  | Nombre                                                  | Carácter                                                |
| U+10300                                                 | OLD ITALIC LETTER A                                     | 𐌀                                                       | U+10301                                                 | OLD ITALIC LETTER BE                                    | 𐌁                                                       |
| U+10302                                                 | OLD ITALIC LETTER KE                                    | 𐌂                                                       | U+10303                                                 | OLD ITALIC LETTER DE                                    | 𐌃                                                       |
| U+10304                                                 | OLD ITALIC LETTER E                                     | 𐌄                                                       | U+10305                                                 | OLD ITALIC LETTER VE                                    | 𐌅                                                       |
| U+10306                                                 | OLD ITALIC LETTER ZE                                    | 𐌆                                                       | U+10307                                                 | OLD ITALIC LETTER HE                                    | 𐌇                                                       |
| U+10308                                                 | OLD ITALIC LETTER THE                                   | 𐌈                                                       | U+10309                                                 | OLD ITALIC LETTER I                                     | 𐌉                                                       |
| U+1030A                                                 | OLD ITALIC LETTER KA                                    | 𐌊                                                       | U+1030B                                                 | OLD ITALIC LETTER EL                                    | 𐌋                                                       |
| U+1030C                                                 | OLD ITALIC LETTER EM                                    | 𐌌                                                       | U+1030D                                                 | OLD ITALIC LETTER EN                                    | 𐌍                                                       |
| U+1030E                                                 | OLD ITALIC LETTER ESH                                   | 𐌎                                                       | U+1030F                                                 | OLD ITALIC LETTER O                                     | 𐌏                                                       |
| U+10310                                                 | OLD ITALIC LETTER PE                                    | 𐌐                                                       | U+10311                                                 | OLD ITALIC LETTER SHE                                   | 𐌑                                                       |
| U+10312                                                 | OLD ITALIC LETTER KU                                    | 𐌒                                                       | U+10313                                                 | OLD ITALIC LETTER ER                                    | 𐌓                                                       |
| U+10314                                                 | OLD ITALIC LETTER ES                                    | 𐌔                                                       | U+10315                                                 | OLD ITALIC LETTER TE                                    | 𐌕                                                       |
| U+10316                                                 | OLD ITALIC LETTER U                                     | 𐌖                                                       | U+10317                                                 | OLD ITALIC LETTER EKS                                   | 𐌗                                                       |
| U+10318                                                 | OLD ITALIC LETTER PHE                                   | 𐌘                                                       | U+10319                                                 | OLD ITALIC LETTER KHE                                   | 𐌙                                                       |
| U+1031A                                                 | OLD ITALIC LETTER EF                                    | 𐌚                                                       | U+1031B                                                 | OLD ITALIC LETTER ERS                                   | 𐌛                                                       |
| U+1031C                                                 | OLD ITALIC LETTER CHE                                   | 𐌜                                                       | U+1031D                                                 | OLD ITALIC LETTER II                                    | 𐌝                                                       |
| U+1031E                                                 | OLD ITALIC LETTER UU                                    | 𐌞                                                       | U+1031F                                                 | OLD ITALIC LETTER ESS                                   | 𐌟                                                       |
| U+10320                                                 | OLD ITALIC NUMERAL ONE                                  | 𐌠                                                       | U+10321                                                 | OLD ITALIC NUMERAL FIVE                                 | 𐌡                                                       |
| U+10322                                                 | OLD ITALIC NUMERAL TEN                                  | 𐌢                                                       | U+10323                                                 | OLD ITALIC NUMERAL FIFTY                                | 𐌣                                                       |
| U+10324 - U+1032C Reservado                             | U+10324 - U+1032C Reservado                             | U+10324 - U+1032C Reservado                             | U+1032D                                                 | OLD ITALIC LETTER YE                                    | 𐌭                                                       |
| U+1032E                                                 | OLD ITALIC LETTER NORTHERN TSE                          | 𐌮                                                       | U+1032F                                                 | OLD ITALIC LETTER SOUTHERN TSE                          | 𐌯                                                       |